# Musa Aydın
Pour les articles homonymes, voir Aydın (homonymie).
Musa Aydın, né le 1er novembre 1980 à Samsun, est un footballeur turc.